# Боклер, Чарльз, граф Бёрфорд
Чарльз Фрэнсис Тофэм де Вер Боклер (англ. Charles Francis Topham de Vere Beauclerk; род. 22 февраля 1965) — британский аристократ и наследник титула герцога-пэра Сент-Олбанс. Он также носит титул учтивости — граф Бёрфорд с 1988 года.
Боклер впервые привлек внимание общественности, когда попытался вмешаться в дебаты в Палате лордов, объявив законопроект, исключающий наследственных пэров из Палаты лордов, изменой.
Писатель и выразитель оксфордской теории авторства Шекспира, после принятия Акта о Палате лордов 1999 года он отказывается быть известным под своим титулом учтивости, считая его бесполезным, поскольку большинство наследственных пэров были удалены из парламента (хотя 90 все еще могут быть избраны в Палату лордов).

## Ранняя жизнь
Лорд Берфорд — единственный сын и наследник Мюррея Боклера, 14-го герцога Сент-Олбанс, потомок Чарльза Боклера, 1-го герцога Сент-Олбанс, незаконнорожденного сына короля Англии Карла II Стюарта и Нелл Гвин.
Он получил образование в Итонском колледже и Шерборнской школе, а затем поступил в Хартфордский колледж в Оксфорде.

## Политика
Боклер впервые привлек внимание широкой общественности во время дебатов по Акту о Палате лордов 1999 года, касающемуся изменения избирательных прав наследственных пэров. Выслушав прения сидя на первую ступень трона, а также его права как старший сын Пэра, Боклер вскочил на ноги, пересек этаже дома, стоял на мешке, набитом шерстью (креслом спикера в Палате лордов) и объявил Билл измена в жизни и культуре Великобритании, настаивая на том, что наследственные пэры должны обладать правом заседать и голосовать в Палате. Он сказал: «Этот законопроект, разработанный в Брюсселе, является изменой. То, что мы наблюдаем, — это упразднение Британии… Перед нами лежит пустошь… Ни королевы, ни культуры, ни суверенитета, ни свободы. Встаньте на защиту своей королевы и страны и проголосуйте за этот законопроект».
Его действия вызвали критику со стороны депутатов от лейбористской партии. Анджела Смит сказала, что это была «истерика непослушного ребенка», добавив, что «Утверждая, что он защищает традицию, он явно не выказывал к ней никакого уважения; осуждая волю избранной Палаты как» измену", он не выказывал никакого уважения к демократии".
14 мая 2016 года лорд Берфорд был почетным гостем на Ежегодном ужине ультраконсервативной Традиционной Британской группы, где он получил овацию стоя.

## Кандидат на выборах
Впоследствии, будучи Чарльзом Боклером, он стал первым кандидатом от Демократической партии на довыборах в Кенсингтоне и Челси в 1999 году. Кенсингтон и Челси воспринимались как очень безопасные места для консерваторов. Руководитель предвыборной кампании Боклера Джон Гурье, глава группы «Свобода в действии», сказал, что «лорд Берфорд очень сильно чувствует, как истинный патриот, что Консервативная партия не смогла полностью остановить революционный марш социализма в последние несколько месяцев». Это место, как и ожидалось, занял кандидат от консерваторов Майкл Портильо, а Чарльз Боклер получил 189 голосов (0.9 %).

## Оксфордские теории и труды
Через своего отца он является наследником семьи Эдварда де Вера, 17-го графа Оксфорда (отсюда и двойная фамилия), и сыграл заметную роль в продвижении оксфордской теории о том, что его предок написал произведения Уильяма Шекспира. Он также утверждает, что де Вер был настоящим автором произведений, приписываемых другим елизаветинским писателям, включая Джона Лили, Джорджа Гаскойна и Томаса Уотсона. Боклер регулярно читает лекции по оксфордским предметам в США.

## Книги
В 2010 году он опубликовал книгу Шекспира «Потерянное королевство: Истинная история Шекспира и Елизаветы», в которой он поддерживает версию «теории принца Тюдора», согласно которой Оксфорд был любовником королевы Елизаветы I и что Генри Райотесли, 3-й граф Саутгемптон, на самом деле был их сыном. Боклерк поддерживает наиболее радикальную версию этой теории, которая добавляет утверждение, что сам Оксфорд был сыном королевы и, следовательно, отцом своего сводного брата, зачав его со своей собственной матерью.
Боклер также написал биографию своей прародительницы Нелл Гвин (Macmillan, 2005), которая послужила вдохновением для одноименного хита Вест-Энда 2016 года с Джеммой Артертон в главной роли. Piano Man, his life of John Ogdon (Simon & Schuster, 2014), вошла в шорт-лист премии Spear Book Awards biography prize и была описана Джереми Николасом в его рецензии на Gramophone как «Возможно, самая захватывающая, интимная и откровенная биография музыканта, которую я когда-либо читал».

## Личная жизнь
29 декабря 1994 года в Манатоне, Дартмур, Чарльз Боклер женился на канадской актрисе и поп-певице Луизе Энн Роби (род. 14 марта 1960). От этого брака у него есть один сын, Джеймс Малкольм Обри Эдвард де Вер Боклер, лорд Вер из Хемворта (род. 2 августа 1995). В 2001 году супруги развелись. Они разделили опеку над сыном.
В июне 2017 года Чарльз Боклер вторым браком женился на Саре Давенпорт, магистре искусства (Сассекский университет), которая является художником и дизайнером, в Бествуд-Лодж, Ноттингем.
Чарльз Боклер — вице-президент Королевского общества Стюартов, в котором его отец, 14-й герцог Сент-Олбанс, в настоящее время является генерал-губернатором (с 1989 года), а его дед, 13-й герцог Сент-Олбанс, занимал этот пост с 1976 по 1988 год.